# Cavaleiro de Madara

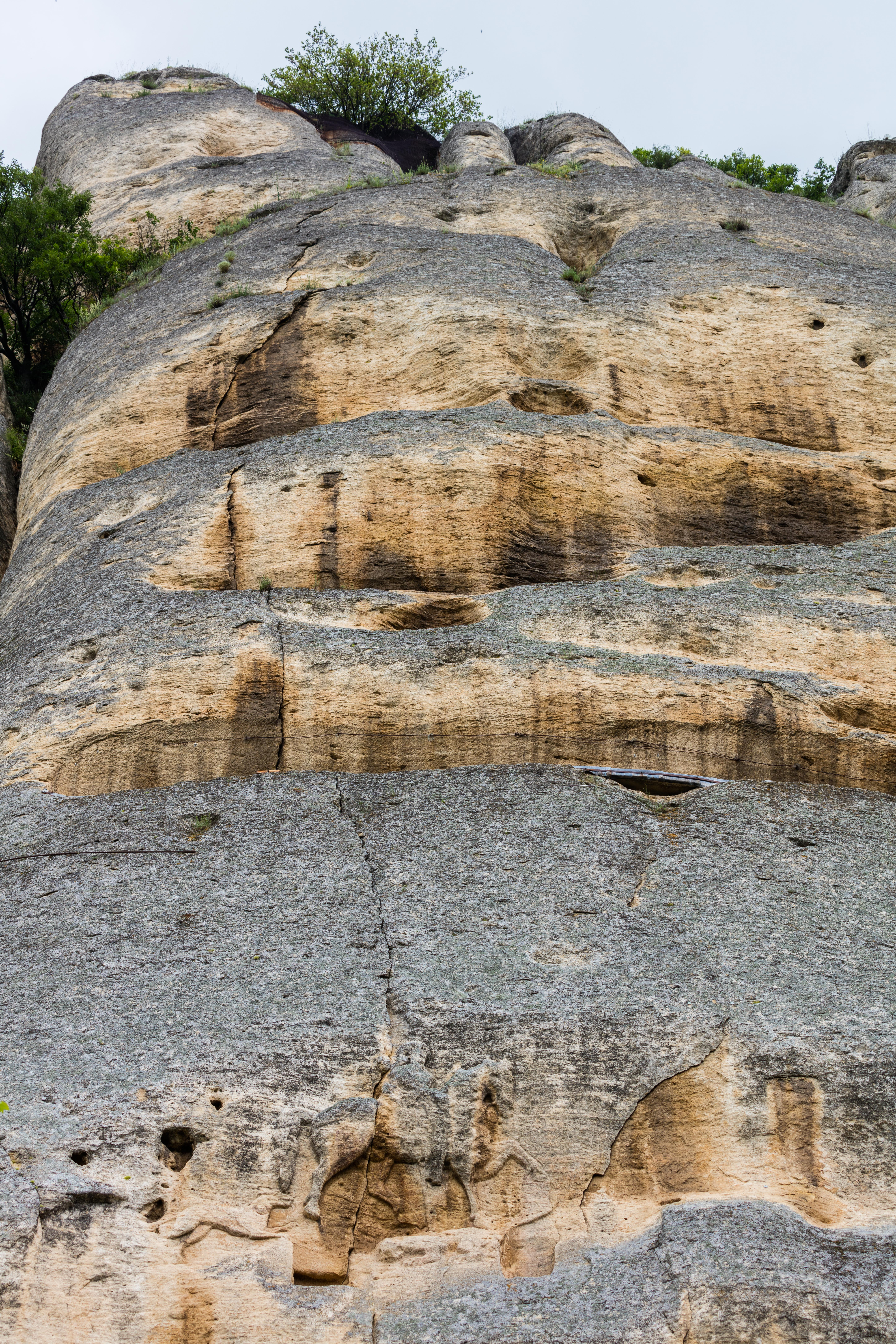
Visão geral

O Cavaleiro de Madara (em búlgaro:  Мадарски конник) é uma escultura esculpida em pedra, do início da Idade Média, fica a leste do Planalto Madara Shumen, a leste da cidade de Šumen, no nordeste da Bulgária, perto da aldeia de Madara.
A imagem é o símbolo da Bulgária.

## O relevo
A 23 metros sobre o solo numa falésia quase vertical de cem metros de altura, o relevo representa um cavaleiro cravando uma lança a um leão que jaze aos pés do seu cavalo. Uma águia voa frente do cavaleiro, e um cão corre atrás dele. A cena é uma representação simbólica de um triunfo militar.
O relevo foi talhado, segundo as datações realizadas, por volta de 710, durante o reinado do cã protobúlgaro Tervel, o que apoia a tesse de que se trata de um retrato do próprio khan e é obra dos Protobúlgaros, uma tribo nômade de guerreiros que se estabeleceu ao nordeste da Bulgária em finais do século VII e, após misturar-se com os Eslavos locais deu origem aos modernos Búlgaros. Outras teorias propõem uma origem trácia para o relevo, que nesse caso representaria um deus.

## Inscrições
Em torno da imagem do cavaleiro conservam-se parcialmente três inscrições em grego medieval. Segundo o professor Veselin Beshevliev, a inscrição mais antiga seria obra de Tervel (r. 695–721). As outras duas referem-se aos cãs Crum (r. 796–814) e Omurtague (r. 814–831) e foram talhadas provavelmente durante os seus respectivos reinados.